# Glossario di Naruto
Questa è la lista dei termini specifici del mondo immaginario della serie manga e anime Naruto, del mangaka Masashi Kishimoto.

## Armi Ninja
Le armi maggiormente utilizzate in Naruto sono i kunai, gli shuriken, i senbon e la katana. I kunai vengono di solito utilizzati come arma di contrattacco, per difesa o anche come arma da lancio per colpire un avversario a distanza. Gli shuriken invece possono essere di varie forme e dimensioni. I più piccoli sono utili per colpire l'avversario a grandi distanze mentre quelli più grandi possono anche essere usati per uccidere il nemico. I senbon sono dei piccoli spiedi, utili per penetrare l'avversario, arrecandogli danni di medie dimensioni. La katana infine è una spada lunga giapponese che è utilizzata spesso per trafiggere il nemico o ferirlo mortalmente. È un'arma prerogativa della squadra ANBU e dei ninja di alto livello. Viene utilizzata anche dai samurai.
Altre armi standard usate dai ninja sono i fumogeni (piccoli esplosivi che creano una nube di fumo che si dirada dopo un po' di tempo, utili soprattutto per la fuga) e le carte bomba (pezzi di carta infusi col chakra, che esplodono dopo un certo periodo di tempo, a distanza, o dopo essere state accese da fiamme. Possono essere collegate a una superficie o avvolte intorno a un'arma da lanciare a un nemico).

### Spade dei Sette Spadaccini della Nebbia

La Mannaia Decapitatrice

Queste sono le speciali armi in possesso del gruppo degli Spadaccini della Nebbia; passano di generazione in generazione e ognuna ha una caratteristica o un potere particolare. 
- La Mannaia Decapitatrice (首斬り包丁?, Kubikiri Hōchō) appartiene all'inizio a Zabuza Momochi[2] e, in seguito, viene recuperata da Suigetsu Hozuki durante la seconda parte del manga[3], per poi venire spezzata durante lo scontro con il Raikage.[4] In seguito, recuperata da Kabuto, ritorna a Zabuza dopo che questi viene resuscitato dal primo[5]; in questa occasione si scopre che la spada è in grado di rigenerarsi assorbendo il ferro dal sangue delle vittime che colpisce[6].

Lo spadone Pelle di Squalo

- Pelle di Squalo (鮫肌?, Samehada) appartiene all'inizio a Kisame Hoshigaki che l'aveva sottratta al suo maestro, Fuguki Suikazan, e poi passa a Killer Bee[7]. A detta di Chojuro, è la più malvagia tra le sette[8] e si distingue dalle altre perché possiede una volontà propria, comportandosi più come animale che come spada. Ha il potere di assorbire il chakra dei nemici e di unirsi al suo padrone[9]. Gli unici che possono maneggiare la spada sono i suoi possessori: infatti quando Gai Maito la sottrae a Kisame dall'impugnatura fuoriescono delle spine che lo feriscono alle mani[10], dopodiché essa ritorna automaticamente nelle mani del padrone[11]. Il punto debole di questa spada è che può cambiare padrone di sua spontanea volontà dopo essersi invaghita di un'altra fonte di chakra[12], infatti sembra che la Samehada prediliga essere maneggiata solo da coloro che hanno un chakra particolarmente potente: Kisame poteva infatti vantare un chakra consistente quanto quello di un cercoterio, mentre nel caso di Killer Bee poteva usufruire del potere dell'Ottocoda.

Le spade Zanne

- Zanne (牙?, Kiba), i "Gladi del Fulmine", compaiono la prima volta nell'anime; il loro possessore è Raiga Kurosuki[13] e sono in grado di controllare e assorbire l'elemento fulmine, di creare armature elettriche, potenti scosse e in grado di cambiare le condizioni atmosferiche. Le spade appaiono nel manga e vengono definite le più affilate di tutte[14]. Ameyuri Ringo è stata la più potente persona in possesso di Zanne e viene riportata in vita da Kabuto Yakushi durante la Quarta guerra ninja[15].
- Rombosogliola (ヒラメカレイ解放?, Taisouken Hiramekarei) sono due grandi spade a forma di osso di seppia con due fori ciascuno alle estremità che si usiscono al centro. È in grado di modellare la forma del chakra immesso dall'utilizzatore per formare lame o strumenti percussivi[16].
- Spruzzo (飛沫?, Homatsu) è la spada appartenuta a Munashi Jinpachi. Vi è incorporato un grande rotolo di carte bomba che, al contatto con l'avversario, esplodono in modo da combinare fendenti ed esplosioni[17].
- Scure Spaccaelmo (兜割?, Kabutowari) è la spada appartenuta ad Akebino Jinin. Ha la forma di un'ascia la cui impugnatura è legata a un martello: la spada colpisce il bersaglio e poi il martello colpisce la parte larga della spada per aumentarne enormemente la potenza. Si dice che nessuna difesa possa resistere a questa spada[18].
- Ago da cucito (縫い針?, Nuibari) è la spada appartenuta a Kushimaru Kuriarare. Lunga e sottile, può trapassare ogni cosa per poi cucire assieme i bersagli che colpisce con un filo metallico. All'apparenza assomiglia a un ago gigante[19].

### Marionetta

Il simbolo di Sasori sulle marionette da lui create

Le marionette (傀儡?, Kugutsu) sono delle particolari armi offensive utilizzate in particolar modo dai ninja del Villaggio della Sabbia. L'arte della creazione di marionette fu inventata da Monzaemon Chikamatsu del Villaggio della Sabbia: originariamente vista come una forma di intrattenimento, Chikamatsu riuscì a convertire le marionette in una potente e unica forma di combattimento. Egli, quindi, con l'aiuto di molti altri ninja, creò la Tecnica del Marionettista (傀儡の術?, Kugutsu no Jutsu): tramite dei fili di chakra che fuoriescono dalla punta delle dita, allungabili o accorciabili in base alle esigenze di combattimento, il ninja riesce a manovrare con precisione delle particolari marionette da battaglia. Richiede una notevole abilità, visto che la marionetta si controlla emettendo costantemente poco chakra.

Rotolo per evocare le Dieci Marionette di Chikamatsu

Oltre le marionette normali, esistono ulteriori tipi di marionette chiamate marionette umane (人傀儡?, hitokugutsu) inventate da Sasori e create da un corpo umano. Queste sono più versatili delle regolari marionette perché oltre ad avere le consuete armi installate all'interno hanno anche l'abilità di usare il chakra per eseguire le tecniche e le abilità peculiari possedute dall'individuo prima della trasformazione in marionetta.

### Tesori dell'Eremita delle Sei Vie
Sono cinque oggetti creati da Hagoromo Otsutsuki, ognuno con diverse capacità: tali oggetti erano in possesso del Villaggio della Nuvola, finché non vennero trafugati da Kinkaku e Ginkaku, solo l'orcio d'ambra rimase al villaggio. In seguito durante la guerra il ventaglio di banano viene recuperato da Tenten, mentre la zucca rossa e l'orcio d'ambra da Obito Uchiha.

L'orcio d'ambra nel quale fu sigillato il Demone Ottacoda

- La fune d'oro (幌金縄?, Kōkinjō): una corda usata in combinazione con la spada delle sette stelle e la zucca rossa; una volta entrata in contatto con il nemico, è capace di far sputare al nemico la propria parola spirituale ovvero il lemma che più ha pronunciato durante la sua vita.
- La spada delle sette stelle (七星剣?, Shichiseiken): una spada pieghevole usata in combinazione con la fune d'oro e la zucca rossa; è in grado di separare dal corpo la parola spirituale delle persone che hanno toccato la corda della chiarezza, mostrarla sulla spada e maledirla attraverso la zucca rossa.
- La zucca rossa (紅葫蘆?, Benihisago): una giara usata in combinazione con la spada delle sette stelle e la fune d'oro; ha la capacità di assorbire le parole spirituali delle persone maledette dalla spada delle sette stelle per farne una parola tabù e sigillare al suo interno quando l'avversario:
  - pronuncia la propria parola spirituale;
  - pronuncia una parola nella quale all'interno sia presente la parola spirituale;
  - resta in silenzio per un certo periodo di tempo.

Tuttavia la parola spirituale può cambiare anche dopo che la zucca rossa ha iniziato a sigillare l'avversario e, se ciò avviene, questa smette di assorbire il nemico e lo rigetta.
- Il ventaglio di banano (芭蕉扇?, Bashōsen): un ventaglio in grado, al comando del suo possessore, di generare arti magiche appartenenti a una qualsiasi delle cinque alterazioni delle proprietà del chakra (fulmine, acqua, fuoco, terra o vento).
- L'orcio d'ambra (琥珀の浄瓶?, Kohaku no Jōhei): una grande giara che, a differenza della zucca rossa, per sigillare l'avversario basta che questi risponda al richiamo di chi detiene l'orcio. In tale oggetto fu sigillato dal terzo Raikage il Bue Ottacoda.

## Cercoterio

Sigillo sulla mano di Yamato per bloccare il chakra della Volpe a Nove Code

Un cercoterio (尾獣?, bijū) è una bestia dalle proporzioni gigantesche dotato di una enorme quantità di chakra e di un numero di code che varia da uno a nove. Sono forme viventi di puro chakra, generalmente di colore rosso. In totale esistono nove cercoteri, ognuno dall'aspetto diverso e con un numero di code diverso (Shukaku, Demone Tasso Monocoda; Matatabi, Demone Gatto Bicoda; Isobu, Demone Tartaruga Tricoda; Son Goku, Demone Gorilla Tetracoda; Kokuō, Demone Cavallo-Delfino Pentacoda; Saiken, Demone Lumaca Esacoda; Chōmei, Demone Insetto Ettacoda; Gyūki, Demone Polpo-Bue Ottacoda; Kurama, Demone Volpe Enneacoda); i cercoteri sono nati dalla divisione del chakra del Decacoda, il cercoterio ancestrale a dieci code, adoperato da Hagoromo Otsutsuki, conosciuto come "L'Eremita delle sei vie". Poco dopo la loro nascita, il saggio diede a ognuno di loro un nome dicendo loro che sarebbero stati sempre insieme anche se lontani, e che un giorno sarebbero ridiventati una sola entità con nomi e forme diverse e che avrebbero finalmente trovato il vero potere. 
Nonostante la stretta relazione fra loro, scoppiarono molti conflitti tra di loro; uno dei motivi è dovuto al fatto che Kurama crede che la loro forza sia determinata dal numero di code, facendo quindi di sé il più potente dei nove e di Shukaku il più debole. Al tempo della nascita dei villaggio i nove cercoteri vennero divisi dal primo Hokage, Hashirama Senju, tra le cinque grandi nazioni ninja per bilanciare il potere militare, sancendo così l'utilizzo da parte degli uomini di queste bestie. Durante le grandi guerre dei ninja ogni paese provò a usare i cercoteri per scopi militari, ma nessuno fu mai veramente in grado di sottomettere completamente i cercoteri finché non furono utilizzate le forze portanti.
Nonostante questo i cercoteri sono individui senzienti con personalità ed emozioni proprie, e a causa del loro potere, sono stati perseguitati nel corso dei secoli e trattati come semplici strumenti da utilizzare o imprigionare, un trattamento che loro detestano. Inoltre, essi sono ben consapevoli della loro origine e sullo stato del mondo ninja. Tutti i cercoteri sono dotati di un'enorme forza, grandi quantità di chakra e di grandi capacità rigenerative, inoltre hanno la capacità di comunicare telepaticamente con la propria forza portante. Alcuni di loro possiedono poteri o abilità specifiche, e tutti possono usare la Teriosfera (尾獣ダーマ?, bijūdama), una sfera di chakra in grado di distruggere una montagna. I cercoteri sono generalmente immortali, ma possono morire insieme alla loro forza portante se questa muore con il sigillo ancora funzionante; tuttavia, in poco tempo la bestia tornerà in vita.

### Forza portante
Una Forza portante (人柱力?, Jinchūriki) è un individuo nel quale è stato rinchiuso, tramite una tecnica di sigillo, un cercoterio.
La loro importanza strategica è fondamentale nello scacchiere mondiale in quanto rappresentano un potenziale bellico di enorme valore per il villaggio di appartenenza, tanto è vero che quando il Primo Hokage decise di porre fine alle guerre del suo tempo si occupò di distribuire le nove bestie tra i vari Paesi nel modo più equo possibile: le forze portanti possono infatti attingere all'enorme quantità di chakra del demone rinchiuso in loro, sfruttarne le abilità e le tecniche e, dopo un particolare allenamento, possono persino controllarlo e trasformarsi sia totalmente sia parzialmente in esso.
Generalmente sono persone solitarie dal momento che sono vittime dei pregiudizi carichi di paura di chi li circonda, che tendenzialmente vede in loro solo le bestie al loro interno; non è inoltre raro che l'umano che ospita un cercoterio assuma delle caratteristiche dello stesso. La morte della forza portante comporta da parte del demone una graduale riacquisizione della sua forma fisica, mentre la rimozione forzosa del cercoterio dalla forza portante causa la morte di quest'ultima a meno che essa non possieda una notevole forza vitale; particolari condizioni della forza portante, come ad esempio il parto, sono inoltre favorevoli all'indebolimento del sigillo e quindi alla fuga del demone.

## Chakra

Il sistema circolatorio del chakra, i cui punti terminali sono chiamati punti di fuga del chakra

Il chakra è una forma di energia ricavata dall'unione dell'energia fisica presente in ogni cellula e l'energia spirituale acquistata con l'esercizio e l'esperienza. Il chakra viene incanalato attraverso un particolare sistema circolatorio, simile a quello sanguigno, tramite il quale può raggiungere tutte le cellule del corpo. In tutto il corpo vi sono anche 361 punti di fuga spessi quanto la capocchia di uno spillo invisibili a occhio nudo che, se accuratamente individuati, possono essere colpiti per impedire lo scorrimento del chakra nel corpo. Il clan Hyuga del villaggio della foglia possiede l'abilità oculare del Byakugan che permette anche la visione dei punti di fuga. Nel sistema circolatorio sono presenti delle zone specifiche chiamate le otto porte difensive del corpo (八門?, Hachimon). Esse controllano e limitano il flusso del chakra all'interno dell'organismo, impedendo alla persona di andare oltre le proprie capacità fisiche e mentali. Chiunque apra queste porte può andare ben oltre i propri limiti fisici, guadagnando estrema forza e velocità ma con l'alto rischio per il proprio corpo. L'ottava e ultima porta genera un potere senza eguali portando però l'utilizzatore a un'inevitabile morte. Le otto porte sono elencate di seguito:
- Porta dell'Apertura (開門, Kaimon)
- Porta del Riposo (休門, Kyūmon)
- Porta della Vita (生門, Seimon)
- Porta della Ferita (傷門, Shōmon)
- Porta della Chiusura (杜門, Tomon)
- Porta della Visione (景門, Keimon)
- Porta dello Stupore (驚門, Kyōmon)
- Porta della Morte (死門, Shimon)

I vari tipi di chakra in Naruto

In base al rapporto in cui l'energia fisica e psichica sono impastate possono essere formati diversi tipi di chakra. Il tipo più comune, quello elementale, è usato per formare tecniche elementali basate su cinque elementi della natura:
- Terra (土?, Tsuchi), permette di utilizzare l'Arte della Terra (土遁?, Doton), che è forte contro l'acqua ma debole contro il fulmine;
- Acqua (水?, Mizu), permette di utilizzare l'Arte dell'Acqua (水遁?, Suiton), che è forte contro il fuoco ma debole contro la terra;
- Fuoco (火?, Ho), permette di utilizzare l'Arte del Fuoco (火遁?, Katon), che è forte contro il vento ma debole contro l'acqua;
- Vento (風?, Kaze), permette di utilizzare l'Arte del Vento (風遁?, Fuuton), che è forte contro il fulmine, ma debole contro il fuoco;
- Fulmine (雷?, Rai), permette di utilizzare l'Arte del Fulmine (雷遁?, Raiton), che è forte contro la terra, ma debole contro il vento.

Ogni persona è affine solo a un certo numero di questi cinque elementi, che possono essere talvolta combinati in un ulteriore elemento; la generazione di elementi unici attraverso l'impasto di elementi base, come il ghiaccio dall'unione del vento e dell'acqua o il legno unendo i chakra di tipo terra e acqua, è qualcosa che esula dalle normali capacità dei ninja. Benché infatti la maggior parte dei ninja siano capaci di produrre diversi tipi di chakra, non sono capaci di combinarli per crearne uno nuovo. La capacità di creare un nuovo elemento fondendone due è definita abilità innata (血継限界?, Kekkei genkai).. La tipologia di affinità di una persona può essere rilevata tramite l'uso di uno speciale foglio, ricavato da alberi molto sensibili al chakra. A seconda di come reagisce, quando gli si viene fatto scorrere del chakra, questo foglio determina il tipo di chakra dell'utilizzatore, in quanto può bruciare, tagliarsi a metà, bagnarsi, accartocciarsi o ridursi in polvere, determinando rispettivamente l'alterazione delle proprietà di fuoco, vento, acqua, fulmine o terra. Inoltre, è possibile manipolare il chakra per ottenere la proprietà Yin, che permette la creazione di forme dal nulla ed è alla base delle arti illusorie, e la proprietà Yang, che permette di dare vita alla forma. Tramite la manipolazione di queste due proprietà, l'Eremita delle Sei Vie ha creato e plasmato la materia, infondendovi la vita, come i nove cercoteri.

Il processo di creazione del chakra eremitico

Oltre l'energia fisica e quella spirituale, esiste una terza possibile fonte di energia: l'energia naturale. A differenza delle altre energie, quella naturale non viene generata dalla persona, ma deve venire assorbita dall'esterno. Una volta fatto, essa va combinata all'energia fisica e a quella spirituale per generare un particolare tipo di chakra: il chakra eremitico (仙術チャクラ?, Senjutsu Chakra). La generazione di questo tipo di chakra ha come segno distintivo la mutazione di alcuni caratteri fisici. Il grado di mutazione varia da persona a persona, ma per chiunque perdere il controllo dell'energia naturale significa pietrificarsi. Tuttavia il processo di generazione può essere interrotto da un intervento esterno prima che sia troppo tardi, riportando il corpo all'aspetto originario e rimuovendo l'energia naturale dal corpo. Lo stato in cui si utilizza il chakra eremitico viene chiamato Modalità eremitica (仙人モード?, Sennin Mōdo) e comporta un drastico potenziamento delle proprie arti marziali, illusorie e magiche.

### Tecnica ninja

I dodici sigilli di base, da sinistra a destra: Topo, Bue, Tigre, Coniglio, Drago, Serpente, Cavallo, Pecora, Scimmia, Gallo, Cane, Cinghiale.

Una tecnica (術?, jutsu) è una qualsiasi operazione che un ninja è in grado di utilizzare laddove un normale essere umano non ne sarebbe in grado, basata sulla manipolazione del chakra attraverso vari metodi, di cui i più comuni sono i sigilli delle mani, ognuno corrispondente ai 12 segni dello zodiaco cinese. Ogni tecnica viene classificata in base alla difficoltà o all'abilità necessaria per eseguirla. Vi sono un totale di sei livelli, indicati con le lettere E, D, C, B, A e S in ordine crescente di difficoltà, più due livelli informali riservati a eventi speciali, le tecniche segrete (秘伝?, Hiden), tramandate di generazione in generazione all'interno di un clan, e le tecniche proibite (禁術?, Kinjutsu), tecniche troppo pericolose per essere eseguite. Il livello di una tecnica non indica necessariamente che questa sia più efficace di una di un livello più basso ma solo che è più complicato eseguirla in modo corretto. Tramite l'utilizzo del chakra eremitico, possono essere utilizzate le arti eremitiche (仙術?, Senjutsu), una variante delle tecniche ninja che risultano drasticamente potenziate dopo l'introduzione del chakra eremitico.

Arti magiche

Le tecniche ninja si dividono in tre principali categorie: arti illusorie, arti magiche, e arti marziali.
- Le arti magiche (忍術?, Ninjutsu) sono arti che permettono all'utilizzatore di compiere atti sovraumani[20]. Si basano sul chakra, e la maggior parte delle volte mediante i sigilli delle mani per essere efficaci. Alcuni tecniche magiche possono, dove sono utilizzati specifici elementi, essere classificate come tecniche elementali e si basano sull'utilizzo del chakra elementale dell'utilizzatore.[20]
  - Le tecniche di confinamento (封印術?, Fūinjutsu) sono un ramo delle arti magiche specializzato nel sigillare qualsiasi cosa all'interno di oggetti o persone. L'applicazione più comune di queste tecniche consiste nel sigillare armi o altri oggetti all'interno di rotoli di pergamena.[20]
- Le arti illusorie (幻術?, Genjutsu) sono tecniche che utilizzano il chakra presente nel sistema nervoso della vittima per creare illusioni. Sono in grado di influire pesantemente sulla psiche e attaccare i cinque sensi dell'avversario. Chiunque finisca sotto l'influenza di un'illusione può rimanere paralizzato sul posto o perdere coscienza, e questo dipende da quanto sono abili nel riconoscere e d difendersi dalle tecniche illusorie.[20] Vi sono diversi modi per contrastare una tecnica illusoria: la vittima può cancellare un'illusione interrompendo il proprio flusso di chakra o facendolo interrompere da una persona esterna all'illusione, oppure tramite un intenso dolore, abbastanza forte da riportare alla realtà la vittima.[46][47]
- Le arti marziali (体術?, Taijutsu) si riferiscono a qualsiasi tecnica di combattimento corpo a corpo e si basano sull'ottimizzazione delle capacità umane naturali. Le tecniche marziali sono eseguite accedendo direttamente alla resistenza dell'utilizzatore, piuttosto che convertirla in chakra come una qualsiasi arte magica o illusoria.[20] In alcuni casi, infatti, il chakra è utilizzato per migliorare le tecniche, ma un utilizzatore di arti marziali raramente lo usa nei suoi attacchi.

#### Abilità innata
Oltre alle normali tipologie di tecniche, sono presenti un ulteriore gruppo chiamato abilità innata (血継限界?, Kekkei genkai), ovvero abilità trasmesse geneticamente dal genitore alla prole e, di solito, in uno specifico clan, anche se esistono casi di abilità innate presenti in individui che non hanno alcun legame di sangue o parentela. Molti clan hanno sviluppato speciali tecniche correlate alla loro abilità. Le abilità innate e le loro rispettive tecniche non possono essere insegnate o copiate da altri, dal momento che richiedono una specifica abilità genetica per essere utilizzate, ma possono essere trasmesse con la manipolazione genetica (anche se la probabilità di successo è molto bassa) o con il trapianto degli organi impiegati nell'abilità innata, ad esempio gli occhi per le arti oculari. Le abilità innate inoltre possono essere di diversi tipi:
- relative alla fusione di due o più degli elementi principali per crearne uno nuovo;
- relative alla manipolazione del proprio corpo;
- relative a capacità collegate agli occhi.

#### Arti oculari
Nel mondo di Naruto esistono diverse abilità innate che riguardano l'utilizzo degli occhi denominate arti oculari (瞳術?, Dōjutsu): lo Sharingan, il Byakugan e il Rinnegan sono le arti oculari supreme, ma esistono anche il Tenseigan, il Rinnesharingan e il Ketsurogan.
- Lo Sharingan (写輪眼?) è l'abilità innata del clan Uchiha e dona la capacità di prevedere, memorizzare e copiare qualsiasi arte magica, illusoria o marziale si osservi. Non appare automaticamente alla nascita ma tende a manifestarsi solo quando il portatore è soggetto a forti stress emotivi, soprattutto di natura negativa, che liberano uno speciale chakra nel cervello che agisce sugli occhi. Quando è attivo, l'iride diviene rossa con un numero di tōmoe nere, che varia da uno a tre in base a un'abilità. Grazie a questa abilità è possibile imprigionare l'avversario guardandolo negli occhi all'interno di illusioni la cui potenza dipende direttamente dall'abilità dell'utilizzatore, oltre a poter vedere attraverso le illusioni altrui.
  - Lo Sharingan ipnotico (万华镜写輪眼?, Mangekyō Sharingan lett. "Sharingan caleidoscopico") è un'evoluzione dello Sharingan e, a differenza di quello base, cambia aspetto e poteri da portatore a portatore; si attiva inoltre solo quando l'individuo affronta la sofferenza dovuta alla perdita di una persona molto importante. Con il tempo esso porta al deterioramento della vista di chi lo utilizza fino alla cecità[48]: l'unico modo per evitare questo esito è trapiantarsi lo Sharingan ipnotico di qualcun altro e ottenere così lo Sharingan ipnotico eterno (永遠の万華鏡写輪眼?, Eien no Mangekyō Sharingan). L'aspetto di questo occhio è il risultato della sovrapposizione dei due Sharingan ipnotici (spesso il segno prevalente è quello di colui che riceve il trapianto), oltre tra l'altro la cessazione della perdita della vista.
- Il Byakugan (白眼? lett. "Occhio bianco") è l'abilità innata dei clan Hyuga e Ootsutsuki e dona la capacità di guardare "oltre le cose" attraversando con lo sguardo qualsiasi ostacolo (al contrario dello Sharingan, che invece per funzionare al meglio ha bisogno di una visuale libera); esso consente inoltre di visualizzare il flusso del chakra, i punti di fuga e una visione a quasi 359°[49]: sfruttando questa capacità, gli Hyuga hanno sviluppato lo stile Juken, tramite il quale possono attaccare il sistema circolatorio del chakra emettendolo nel corpo avversario. Al momento dell'utilizzo gli occhi assumono un colorito perlaceo con un notevole dilatamento dei vasi sanguigni sulle tempie[50].
- Il Rinnegan (輪廻眼? lett. "occhio del Saṃsāra") è la più riverita e potente delle tre arti oculari e si presenta come una conformazione ottica costituita da sei iridi viola concentriche in una sola pupilla, con la congiuntiva interamente coperta[51]; apparentemente, inoltre, è l'unica delle tre arti oculari a essere sempre attiva. Evoluzione dello sharingan, il Rinnegan offre al suo possessore l'utilizzo di tutte le alterazioni delle proprietà del chakra e la possibilità di utilizzare sei diverse tipologie di potere: la Tecnica del marionettista, una speciale versione della Tecnica del richiamo, la lettura della mente, l'assorbimento di qualsiasi tecnica magica, la capacità di resuscitare i morti e il controllo dei campi gravitazionali, nonché l'evocazione della Statua Diabolica. Per poterlo sviluppare è necessario emulare il chakra dell'Eremita delle Sei Vie e cioè riunire in uno stesso soggetto il potere degli Uchiha e dei Senju.

Sharingan a tre tomoe
Byakugan
Rinnegan

#### Rasengan
Il Rasengan è un'arte magica che si basa sulla manipolazione della forma del chakra e che fu inventata dal Quarto Hokage Minato Namikaze basandosi sulla Teriosfera dei cercoteri. Consiste essenzialmente in una sfera di chakra che ruota ad alta velocità e che, a contatto con un altro corpo, sprigiona un vortice di energia tale da mettere al tappeto anche un avversario esperto. Il Rasengan occupa il secondo dei sei gradi di difficoltà delle tecniche e per apprenderlo e saperlo padroneggiare bisogna infatti superare un duro allenamento composto di tre fasi, ognuna più difficile della precedente:
- La prima fase riguarda la rotazione e il suo scopo è far ruotare il chakra all'interno di un palloncino per poi farlo esplodere;
- La seconda fase riguarda la potenza: questa volta bisogna far esplodere con il chakra una palla di plastica;
- La terza e ultima fase, la più difficile, prevede l'unione delle due fasi precedenti riuscendo a concentrare il chakra nella mano senza disperderlo[54].

Di questa tecnica possono essere create numerose varianti.

#### Mille Falchi
Il Mille Falchi (千鳥?, Chidori), chiamata anche Taglio del Fulmine (雷切?, Raikiri) poiché si dice che con essa Kakashi sia riuscito a tagliare un fulmine, è una tecnica inventata da Kakashi Hatake. È un colpo a corto raggio di rango A e consiste nel ricomporre fisicamente il chakra in elettricità, per poi scomporlo di nuovo per farlo scaricare determinando in questo modo la forza e la potenza dell'attacco. La tecnica può essere manipolata per creare numerose varianti e Kakashi ha affermato di averla creata perché, esattamente come il Quarto Hokage, non è riuscito a infondere nel Rasengan la propria alterazione delle proprietà del chakra. Essendo inoltre una tecnica da eseguire ad alta velocità risulta particolarmente pericolosa se non si è in grado di prevedere un eventuale contrattacco.

#### Tecnica del Richiamo
La Tecnica del Richiamo (口寄せの術?, Kuchiyose no Jutsu) è una tecnica spazio-temporale che consente l'evocazione di una creatura previa la stipulazione di un contratto con tale specie. Per effettuare l'evocazione si fa una traccia di sangue sul palmo della mano, e, dopo aver effettuato le posizioni cane, cinghiale, passero, scimmia e pecora si poggia la mano a terra. A seconda della quantità di chakra utilizzata appare un animale più o meno grande, che può obbedire o meno all'invocatore a seconda del libero arbitrio della creatura. Ne esistono altre varianti, come la Tecnica della Resurrezione (口寄せ 穢土 転生?, Edo Tensei), che permette a chi la utilizza di riportare in vita le persone defunte se si ha disposizione il loro DNA o a seconda dei corpi usati per il sacrificio.

#### Tecniche mediche
Queste tecniche vengono usate principalmente dai ninja medici e permettono di concentrare il chakra nella propria mano e di curare qualunque tipo di ferita rigenerando le cellule distrutte o danneggiate. Più è alto il livello di bravura del ninja, più sarà possibile curare ferite critiche. Per usare tali tecniche serve innanzitutto un controllo del chakra superiore alla media.

#### Tecniche spazio-temporali
Le Tecnica spazio-temporali (時空間忍術?, Jikūkan Ninjutsu) sono una variante delle tecniche magiche che consentono all'utilizzatore di manipolare il continuum spazio-temporale teletrasportando sé stesso o altre persone in un altro luogo o in un'altra dimensione. Tutte le tecniche di evocazione sono relazionate alla manipolazione spazio-tempo, poiché le creature evocate vengono trasportate dalla loro dimensione a quella dell'evocatore.

### Segno maledetto

Il Segno maledetto del Cielo

Il Segno maledetto (呪印術?, juin jutsu, lett. "Tecnica del Sigillo Maledetto") è un particolare sigillo usato da Orochimaru per vari scopi, come causare dolore (o morte), oppure attivare varie trasformazioni al portatore del segno al fine di amplificarne la potenza. Orochimaru comunemente applica un Segno maledetto ai suoi seguaci più potenti, tipicamente mordendoli. Il Segno appare in seguito su qualche parte del corpo del portatore che subito dopo perde conoscenza, ed estrae forzatamente il chakra dal suo corpo, consentendogli di accedere a una riserva di chakra maggiore di quella che normalmente avrebbe; come risultato dell'incremento della quantità di chakra, aumentano anche le capacità fisiche, e quindi la forza e la velocità. La tecnica del Segno maledetto è stata sviluppata da Orochimaru tramite lo studio di un enzima particolare prodotto da Jugo; questo enzima permette l'assorbimento del chakra naturale senza il bisogno di entrare in modalità eremitica.

Gli occhi gialli e la sclera nera, caratteristica comune a tutti gli utilizzatori del secondo livello del Segno maledetto

Esistono due livelli di Segno maledetto, che si possono determinare dall'aspetto dell'utilizzatore:
- Il primo livello (状態1?, Jōtai Ichi) provoca un aumento del chakra e della forza fisica dell'individuo. L'attivazione del segno si può notare dalla presenza di marchi neri che si espandono su tutto il corpo dell'utilizzatore;
- Il secondo livello (状態2?, Jōtai Ni) del Segno maledetto può essere raggiunto solo tramite una speciale droga creata da Orochimaru, che però causa la morte di chi ne fa uso, a meno che non si riescano a contenere gli effetti tramite particolari sigilli[60]. Una volta entrato nel secondo livello, l'utilizzatore amplierà di molto le proprie capacità fisiche; inoltre avrà una innaturale mutazione fisica, con l'unica caratteristica comune degli occhi gialli e la sclera nera. Quando è in questo livello, il Segno altera la personalità dell'utilizzatore, e lo porta alla pazzia se usato troppo a lungo. La mutazione sottopone inoltre il corpo a un grosso sforzo che provoca dolore fisico o morte.[61]

## Clan
Un clan è una famiglia o un gruppo di ninja che formano la maggior parte della forza militare di un villaggio ninja. La maggior parte dei clan agivano da forze militari mercenarie anche prima della prima guerra mondiale ninja. Il clan Uchiha e il clan Senju sono stati i primi clan ad aver deciso di unirsi per formare un villaggio, anche grazie a un accordo con il signore feudale del Paese del Fuoco, a cui si unirono molti altri clan del paese, desiderosi di cercare la pace. Molti clan di altri paesi hanno seguito il loro esempio, formando così l'attuale sistema dei villaggi ninja. 
Nel Villaggio della Foglia esistono molti clan nobili. Il clan Uchiha era un tempo considerato uno dei più potenti del villaggio, ma venne sterminato da Itachi Uchiha. Il clan Hyuga è un altro clan molto antico ed è organizzato internamente da una gerarchia che lo divide in Casata principale e Casata cadetta, ai cui membri viene applicato il Sigillo maledetto, un tatuaggio sulla fronte in grado di assicurare la loro completa obbedienza ai membri della Casata principale. Gli altri clan più famosi appartenenti al Villaggio sono: il Clan Aburame, il Clan Inuzuka, il Clan Nara, il Clan Akimichi, il Clan Yamanaka e il Clan Sarutobi. 
L'appartenenza a un clan è di solito determinata da relazioni di sangue, che sono vitali per l'utilizzo di Abilità innate, o per l'utilizzo di tecniche segrete tramandate di generazione in generazione all'interno del clan. Queste abilità hanno reso molti clan temuti e rinomati in molti villaggi. Anche se i clan possono essere composti da molti individui e da famiglie allargate, la maggior parte dei clan menzionati e visti nella serie sono limitati a un nucleo familiare.

## Esami di selezione dei chunin
Gli Esami di selezione dei chunin (中忍選抜試験?, Chūnin Senbatsu Shiken) sono dei particolari esami che consentono ai ninja di grado genin di passare al grado di chunin. Un tempo ogni villaggio aveva il proprio esame, ma in seguito divenne una manifestazione che si tiene ogni sei mesi in uno dei cinque grandi paesi ninja. Lo scopo principale di tali esami è aumentare e rafforzare la qualità dei propri ninja e mettere alla luce le loro capacità ai signori feudali. Per poter partecipare i genin devono essere iscritti dai propri maestri che devono decidere se i loro allievi sono in grado di partecipare all'esame. Se il maestro dà la sua approvazione, i genin dovranno sostenere tre prove. La struttura dell'esame e i metodi di valutazione differiscono da un esame all'altro in modo che genin non possano venire preparati. L'unico esame descritto nel corso del manga si è tenuto a al Villaggio della Foglia, al quale ha partecipato anche Naruto.

## Gradi ninja

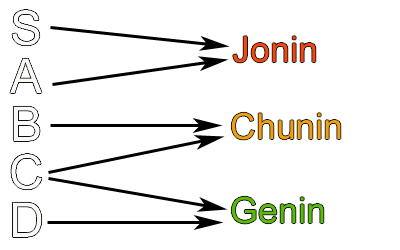
A sinistra, i gradi delle missioni; a destra, i corrispettivi gradi ninja a cui vengono assegnate

I ninja ai vari villaggi sono classificati secondo vari gradi, a seconda del loro livello di abilità:
- Studenti: è il punto di partenza per tutti gli aspiranti ninja, seguono i corsi presso l'Accademia e non sono considerati ninja fino al loro diploma.[62] Agli studenti vengono insegnate le tecniche basilari come l'uso delle armi e alcune arti magiche elementari, come le tecniche della trasformazione, della moltiplicazione e della sostituzione. Gli studenti imparano inoltre a impostare il chakra. Dopo il diploma, gli studenti ricevono un coprifronte metallico con su inciso il simbolo del loro villaggio e acquisiscono il rango successivo di genin. La prova finale per il diploma varia da villaggio a villaggio.
- Genin (下忍?, lett. ninja di basso livello): è il livello più basso fra i ninja, e quello che presenta la maggior disparità di forza tra i vari altri livelli. Dopo la promozione all'Accademia, tutti i ninja diventano genin e vengono inviati a compiere generalmente missioni di livello D, il più basso e praticamente del tutto prive di rischi, o, più raramente, di livello C, in cui c'è tuttavia una possibilità molto bassa di incontrare ninja nemici.[62] I genin sono inseriti in gruppi di quattro persone, composti da tre di loro e un maestro jonin, allo scopo di fargli fare esperienza e di accrescere le loro abilità. La formazione dei team si basa sulle abilità individuali dei ninja, in modo da bilanciare le forze delle varie squadre.
- Chunin (中忍?, Chūnin, lett. "Ninja di medio livello"): sono ninja adatti al comando e solitamente diventano capisquadra o insegnanti all'Accademia ninja. Generalmente ai chunin sono assegnate missioni di livello C o di livello B[62] e gli sono richieste capacità di un certo tipo come intelligenza, abilità in combattimento superiore e capacità di leadership. Un genin può diventare un chunin tramite un apposito esame che si tiene ogni sei mesi in uno dei cinque grandi paesi ninja, raramente si può essere promossi anche senza sostenere l'esame[63].
- Jonin speciali (特別上忍?, Tokubetsu Jōnin, lett. "Ninja speciali di alto livello"): non sono allo stesso livello dei jonin, ma sono ninja specializzati in un particolare campo che permette loro di aiutare la propria squadra al meglio in alcuni casi particolari, ma le cui altre abilità non raggiungono l'eccellenza necessaria per il grado successivo. Sono spesso assegnati nei gruppi comandati da Jonin veri e propri, oppure sono a capo di squadre speciali.[62]
- Jonin (上忍?, Jōnin, lett. "Ninja di alto livello"): sono ninja di eccezionale abilità e il loro divario dai chunin è notevole. Sono inviati spesso nelle missioni di livello A, ma anche in quelle di livello S, ovvero le più complesse e pericolose.[62] Alcuni vengono assegnati un team a quattro con tre genin, a fare da maestri.[64] Si diventa jonin tramite promozione.[65]
- Kage (影? lett. "Ombra"): è il titolo riservato al capi di uno dei principali Villaggi dei Cinque Grandi Paesi Ninja, solitamente è il ninja più forte del villaggio, oppure quello comunque meglio più completo e qualificato per guidarlo e proteggerlo. Un Kage si occupa dell'amministrazione e delle decisioni militari del villaggio, oltre all'assegnazione delle missioni ai vari ninja. Il Kage viene eletto da un consiglio composto dal signore feudale del paese, i consiglieri e alcuni jonin del villaggio. Esistono cinque Kage: l'Hokage del Villaggio della Foglia (Paese del Fuoco), il Kazekage del Villaggio della Sabbia (Paese del Vento), il Mizukage del Villaggio della Nebbia (Paese dell'Acqua), lo Tsuchikage del Villaggio della Roccia (Paese della Terra) e il Raikage del Villaggio della Nuvola (Paese del Fulmine). Per indicarli complessivamente viene usato il termine Gokage (五影? lett. "Cinque Kage"). Oltre ai cinque ufficiali, nell'anime appare l'Hoshikage del Villaggio della Stella, mentre Orochimaru è chiamato Otokage dai ninja del Villaggio del Suono.

I ninja più abili inoltre, sono classificati secondo due livelli di pericolosità: il livello A e il livello S. Entrambi indicano i ninja aventi un livello di pericolosità pari al jonin o superiore, anche se il loro grado ufficiale può essere inferiore.
Oltre questi, sono presenti altri tipi di ninja, come i ninja traditori (抜け忍?, Nukenin), elementi che hanno tradito il loro villaggio d'origine e, a causa dei segreti che possono portare con loro, sono continuamente braccati dal loro villaggio, i ninja sensitivi (感知タイプ?, Kanchi Taipu), ninja in grado di rilevare la presenza di altre persone rilevando direttamente il loro chakra, e i ninja medici (医療忍?, Iryō-nin), specializzati nella cura dei loro compagni feriti in battaglia.

## Guerre mondiali ninja
Le  Guerre mondiali Ninja (忍界大戦?, Ninkai Taisen) o semplicemente Grandi Guerre Ninja sono una serie di guerre combattute dai Grandi Paesi Ninja che di solito si sono estese per decenni prima di essere terminate dai trattati di pace. Ci sono state quattro guerre Ninja, tre delle quali si sono verificate prima dell'inizio della serie e che hanno visto contrapposti i paesi ninja e i rispettivi villaggi. Spesso queste guerre si sono svolte in paesi minori, lasciandoli devastati, come ad esempio il Paese della Pioggia. Fa eccezione la quarta guerra ninja, avvenuta nella seconda parte del manga, che vede i grandi paesi ninja e i samurai del Paese del Ferro uniti per combattere l'Organizzazione Alba.

## Organizzazioni

### Organizzazione Alba

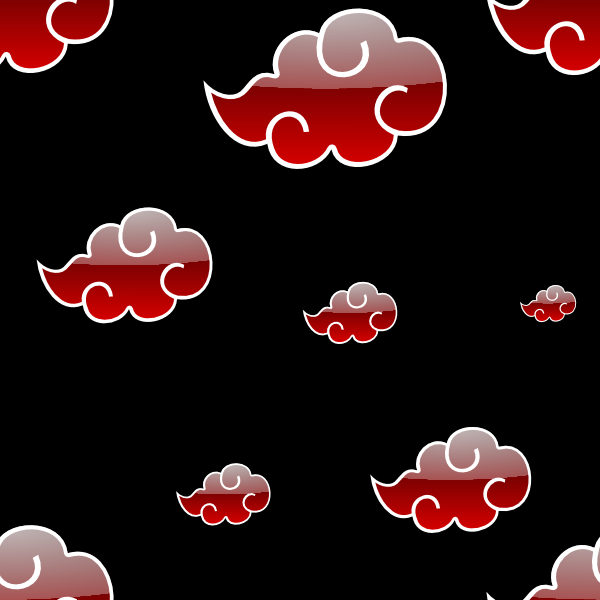
Tema della divisa di Alba

L'Organizzazione Alba (暁?, Akatsuki) è un'organizzazione criminale composta da nove potenti ninja criminali di livello S, ognuno con caratteristiche particolari con lo scopo di catturare i nove cercoteri. Tutti i membri indossano una veste nera lunga su cui sono disegnate delle nuvole rosse con bordo bianco; ognuno di essi inoltre porta un anello su un particolare dito, la cui posizione varia a seconda del membro che lo porta; ogni anello inoltre ha inciso sopra un particolare kanji. Generalmente i membri si muovono in coppie.

### Ninja inseguitori
I Ninja inseguitori (追い忍?, Oinin) sono una parte della squadra speciale del Villaggio della Nebbia che si occupa di catturare i ninja traditori. Il loro scopo è uccidere l'obiettivo, distruggendo completamente il suo corpo per evitare che altri villaggi vengano a conoscenza delle abilità innate che il ninja traditore poteva possedere. I ninja inseguitori sono addestrati a uccidere con facilità una persona.

### Radice

Sigillo impresso sulla lingua dei membri della Radice

La Radice (根?, Ne) è un dipartimento di formazione degli ANBU creata e direttamente controllata da Danzo. Dal momento che Danzo era alla ricerca della guerra e in contrasto con il Terzo Hokage, la Radice fu sciolta. Tuttavia, molti membri rimasero leali al gruppo, tanto da ubbidire solo agli ordini di Danzo e non dell'Hokage. Nella Radice tutto ciò che conta per un ninja è la sua missione, tanto che i membri vengono addestrati sin da piccoli a non mostrare alcun tipo di emozione o passione e a obbedire agli ordini che gli vengono imposti. Uno dei membri più conosciuti è Sai che è affidato al gruppo 7 con Naruto e Sakura nella seconda parte del manga per colmare il posto vuoto lasciato da Sasuke. A ogni membro della Radice viene fatto un sigillo maledetto sulla lingua che paralizza il corpo se si parla dei segreti della Radice stessa o di Danzo, il quale svanisce alla morte di colui che lo ha imposto.

### Spadaccini della Nebbia
I sette spadaccini della Nebbia (霧の忍刀七人衆?, Kiri no shinobigatana nananin shū) sono un gruppo di ninja del Villaggio della Nebbia, ciascuno caratterizzato dal possesso di una spada unica nel suo genere. Il gruppo esegue varie missioni per conto del Mizukage, specialmente quelle che richiedono l'assassinio di importanti nemici al di fuori del villaggio. Tutti i membri del gruppo possiedono una spada estremamente resistente e dotata di speciali poteri che cambia proprietario di generazione in generazione. L'unico a essere riuscito a utilizzare tutte e sette le spade è stato Mangetsu Hozuki.

### Squadra di polizia della Foglia

Simbolo della Squadra di polizia di Konoha

La squadra di polizia della Foglia (木ノ葉警務部隊?, Konoha keimu butai) è un'organizzazione di cui un tempo facevano parte i membri del clan Uchiha, che l'avevano fondata per ordine del Secondo Hokage, per dimostrare che si fidava di loro (Madara dice che in realtà il secondo hokage diede questo compito agli Uchiha solo per relegarli a un compito e impedirgli di ambire alla carica di hokage).
L'emblema della squadra è uno shuriken nero al cui centro è raffigurato un ventaglio bianco e rosso, simbolo del clan Uchiha, particolarmente dotati nel manipolare l'alterazione del chakra dell'elemento del fuoco.

Si occupava di far rispettare la legge nel villaggio, tuttavia non le è concesso interferire nei campi sotto il controllo diretto dell'Hokage o all'interno della Squadra Speciale ANBU. È ignoto se fosse stata sciolta dopo lo sterminio del clan Uchiha.

### Squadra esplosivi
La squadra esplosivi (爆破部隊?, Bakuha butai) è un'organizzazione del Villaggio della Roccia. Non si sa molto su questa organizzazione, gli unici membri conosciuti sono Gari e Deidara, che erano entrambi in grado di utilizzare l'Arte dell'Esplosione. 

### Squadra speciale ANBU
ANBU (暗部?, lett. Lato Oscuro) è l'abbreviazione per Squadra speciale ANBU  (暗殺戦術特殊部隊?, Ansatsu Senjutsu Tokushu Butai). Il nome è un gioco di parole in cui i kanji primo e ultimo della frase formano una parola che ha senso anche di per sé. I membri della squadra speciale indossano delle maschere, sia per essere distinti dagli altri ninja sia per nascondere la loro identità.

La maschera ANBU di Yamato

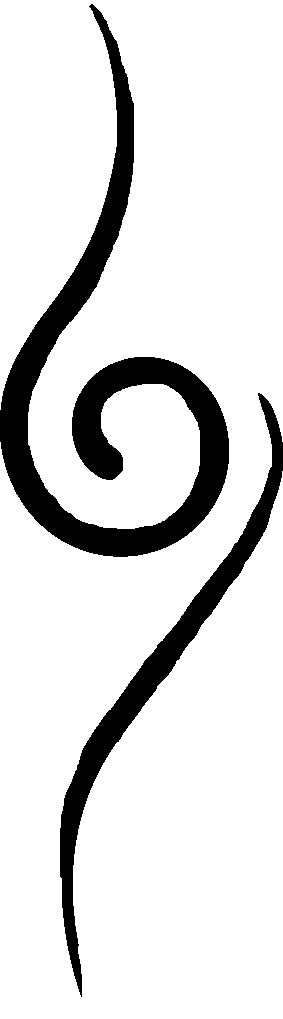
Simbolo tatuato sulla spalla di un ANBU di Konoha

La squadra protegge il villaggio nelle situazioni eccezionali, portando a termine missioni ad alto rischio in Paesi nemici e affrontando missioni di livello S. Sono anche responsabili delle richieste di assassinio e delle missioni per cui sono richiesti ninja particolarmente abili. Tutti i membri della squadra speciale portano una spada, una Shinobigatana. Attualmente, l'ANBU del Villaggio della Foglia è sotto il controllo diretto dell'Hokage, ma precedentemente era comandata da Danzo, tanto che alcuni ANBU riconoscono ancora quest'ultimo come comandante. Non è nota la catena di comando negli altri villaggi. Kakashi Hatake, un tempo, era capitano della squadra a soli 14 anni e lo era anche Itachi Uchiha che divenne capitano all'età di 13 anni. Ibiki Morino è a capo della divisione ANBU responsabile della tortura e degli interrogatori. Fra gli affiliati alla ANBU troviamo anche Yamato. Come i ninja normali, la squadra speciale opera in squadre di quattro elementi. Sono scelti fra i ninja talentuosi di qualsiasi grado e salgono di grado fino a diventare capitani. Questi ultimi sono allo stesso livello di un Jonin.

## Signore feudale
Un signore feudale (大名?, daimyo, lett. "Grande nome") è colui che amministra e governa un paese. Ogni paese è governato da un signore feudale che può determinare la creazione o lo smembramento di un esercito ninja e la costruzione e il finanziamento di un villaggio ninja all'interno del paese. È ritenuta la persona più influente e con più potere del paese, con un'autorità superiore anche a quella di un kage, ed è inoltre colui che decide, insieme a un consiglio di jonin, a chi spetta la carica di kage del villaggio. Gli esami di selezione chunin che si tengono all'interno dei villaggi sono programmati per mettere alla luce le capacità di ogni ninja dei vari villaggi ai signori feudali. I villaggi che escono sconfitti dalle guerre subiscono gravi danni in quanto a reputazione ed economia, poiché i signori feudali assoldano i ninja dei villaggi vincitori, e quindi più forti, danneggiando l'economia e la prosperità degli altri.

## Volontà del Fuoco
La volontà del fuoco (火の意志?, Hi no Ishi) è il credo ninja del Villaggio della Foglia, ideato da Hashirama Senju e citato numerose volte nel manga. Secondo questo credo, l'intero villaggio è come una grande famiglia e ogni ninja deve amare, credere e lottare per il bene del paese e del villaggio, così come hanno fatto le generazioni passate. È inoltre il simbolo dei sogni e delle speranze che passano da una generazione all'altra.